# Emily A. Holmes
Emily A. Holmes   (Surrey, 11 d'abril de 1971) és una psicòloga clínica i neurocientífica coneguda per les seves investigacions sobre imatges mentals en relació amb tractaments psicològics per al trastorn per estrès posttraumàtic (TEPT), trastorn bipolar i depressió. Holmes és professor de neurociències clíniques a l'Institut Karolinska de Suècia. També té un nomenament com a professora honorària de psicologia clínica a la Universitat d'Oxford.
La Societat Psicològica Britànica atorgà a Holmes el premi May Davidson el 2007 i la Medalla Spearman el 2010. Holmes també va rebre el premi Comenius Early Career Psychologist de la Federació Europea d’Associacions de Psicòlegs el 2011 i el Premi de Recerca Friedrich Wilhelm Bessel de la Fundació Humboldt el 2013. El 2014 va rebre el premi de l'Associació Americana de Psicologia per les contribucions científiques a la carrera científica distingida "per la seva innovadora investigació sobre el paper de les imatgeria en les emocions i els trastorns emocionals... forma verbal: pot augmentar la intensitat i la durada de les conseqüències emocionals ".

## Biografia
Holmes va cursar una llicenciatura en psicologia experimental a la Universitat d'Oxford el 1993. L’any següent va obtenir un màster en Ciències Socials a l’Institut de Psicologia de la Universitat d’Uppsala, a Suècia, on va treballar amb Gunnar Jansson sobre la percepció tàctil / tàctil en persones cegues. Holmes es va doctorar en psicologia clínica a la universitat Royal Holloway de Londres el 2000, sota la supervisió de Chris Brewin. La seva investigació amb Brewin es va centrar en el TEPT i els records intrusius. Holmes es va doctorar en neurociències cognitives a la Universitat de Cambridge el 2005, amb la tutoria d’Andrew Mathews. La seva investigació amb Mathews va demostrar el poderós paper de les imatges mentals en la generació de respostes emocionals.
Holmes va rebre la prestigiosa beca Royal Society Dorothy Hodgkin el 2005 en suport de la seva investigació a la Universitat d'Oxford. El 2010, Holmes va rebre una beca clínica Wellcome Trust i va ser nomenat professor de psicologia clínica a la Universitat d’Oxford. Del 2012 al 2016 Holmes va ser cap de programa a la unitat de MRC Cognition and Brain Sciences de la Universitat de Cambridge.

## Recerca
El principal interès de Holmes està en les imatges mentals, el seu efecte sobre les emocions i com es pot utilitzar en la teràpia cognitiva del comportament per augmentar l'eficàcia dels tractaments contra els trastorns d’ansietat i estat d’ànim. Amb Andrew Matthews, Holmes va esbossar tres maneres diferents en què les imatges mentals alteren les experiències emocionals. En primer lloc, les imatges mentals impliquen la mateixa neurocircuitació que es basa en el processament de senyals sensorials, que serveix per dirigir l'atenció cap a estímuls potencialment amenaçadors, per exemple. En segon lloc, com a conseqüència de la superposició de neurocircuit, es pot situar mentalment en una situació emocionalment excitant i experimentar emocions intenses com si la situació fos real. En tercer lloc, el fet de recordar experiències passades pot provocar emocions com si revivís l'experiència (consciència autonoètica).
Holmes dirigeix el grup de recerca en psicopatologia experimental i teràpia cognitiva (EPaCT) de la Universitat d’Oxford. Els membres de l’EPACT han desenvolupat tecnologies informatitzades (inclosos els jocs d’ordinador) per a la psicoteràpia per modificar els biaixos cognitius existents de les persones, canviar els estils de pensament negatiu i reduir l’impacte de les memòries intrusives. Holmes forma part d'un equip d'investigació dirigit a desenvolupar teràpies econòmiques però eficaces per ajudar els refugiats a recuperar-se del TEPT i d'altres trastorns psicològics relacionats amb el trauma.

## Publicacions representatives
- Brewin, C. R., & Holmes, E. A. (2003). Psychological theories of posttraumatic stress disorder. Clinical Psychology Review, 23(3), 339–376.
- Holmes, E. A., Blackwell, S. E., Heyes, S. B., Renner, F., & Raes, F. (2016). Mental imagery in depression: Phenomenology, potential mechanisms, and treatment implications. Annual Review of Clinical Psychology, 12, 249–280.
- Holmes, E. A., Brown, R. J., Mansell, W., Fearon, R. P., Hunter, E. C., Frasquilho, F., & Oakley, D. A. (2005). Are there two qualitatively distinct forms of dissociation? A review and some clinical implications. Clinical Psychology Review, 25(1), 1-23.
- Holmes, E. A., Grey, N., & Young, K. A. (2005). Intrusive images and “hotspots” of trauma memories in posttraumatic stress disorder: An exploratory investigation of emotions and cognitive themes. Journal of Behavior Therapy and Experimental Psychiatry, 36(1), 3-17.
- Holmes, E. A., & Mathews, A. (2010). Mental imagery in emotion and emotional disorders. Clinical Psychology Review, 30(3), 349–362.